# Шевченково (Волчанский район)
Шевченково (укр. Шевченкове) — село,
Юрченковский сельский совет,
Волчанский район,
Харьковская область, Украина.
Код КОАТУУ — 6321689603. Население по переписи 2001 года составляет 160 (70/90 м/ж) человек.

## Географическое положение
Село Шевченково находится на реке Польная, ниже по течению примыкает к сёлам Украинское и Польная.
На расстоянии в 4 км находится с Юрченково.
В 6-и км находится железнодорожная станция Белый Колодезь.

## История
- 1780 — дата основания.

## Название
В 1920-х — начале 1930-х годов Волчанском районе и области прошла «волна» переименований значительной части населённых пунктов, в основном на левом (восточном) берегу Донца, в «революционные» названия — в честь Октябрьской революции, пролетариата, сов. власти, Кр. армии, социализма, Сов. Украины, деятелей «демократического и революционного движения» (Т. Шевченко, Г. Петровского) и новых праздников (1 мая и др.) Это приводило к путанице, так как рядом могли оказаться сёла с одинаковыми новыми названиями, которым зачастую давали названия «1-е» и «2-е» — например, Первое, Второе и просто Шевченково.

## Экономика
- В селе есть молочно-товарная ферма.

## Объекты социальной сферы
- Дом культуры.

## Достопримечательности
- Братская могила советских воинов.